# L'Oriol de Gurb
L'Oriol de Gurb és una obra de Gurb (Osona) inclosa a l'Inventari del Patrimoni Arquitectònic de Catalunya.

## Descripció
Es tracta d'una gran estructura de planta quadrada, coberta a dues vessants que vessen les aigües a les façanes laterals. És una masia de tipus clàssic a la qual se li ha afegit una estructura de porxos que es recolza a una de les parets laterals i que s'obre a un pati protegit per un mur que envolta la casa.
A l'altra façana lateral també s'hi ha afegit una petita estructura de coberta de teula a una sola vessant.
L'entrada és una gran porta d'arc de mig punt amb dovelles circulars i les obertures són quadrades o rectangulars sense motllures ornamentals.

## Història
Pel material utilitzat i la seva estructura, seria una de les cases més antigues de Gurb (segles XVII-XVIII), però amb l'annexió posterior dels porxos.
No ha sofert moltes reconstruccions, excepte en les dependències adossades a la façana principal de la casa, construïdes amb nous materials (uralita, totxos, etc.), que desfiguren el seu caràcter.